# Ziziphus cinnamomum
Ziziphus cinnamomum är en brakvedsväxtart som beskrevs av José Jéronimo Triana och Planch.. Ziziphus cinnamomum ingår i släktet Ziziphus och familjen brakvedsväxter. Inga underarter finns listade i Catalogue of Life.